# Notre-Dame-du-Laus
Notre-Dame-du-Laus es un municipio canadiense situado en la provincia de Quebec.

## Superficie
Notre-Dame-du-Laus tiene una superficie de 849,1 km².

## Demografía
En 2021, tenía 1730 habitantes, una densidad poblacional de 2 hab./km², y 1924 viviendas.